# إقليدس (مقراب فضائي)
إقليدس (بالإنجليزية: Euclid) هو مقراب فضائي واسع الزاوية ذو كاميرا بدقة 600 ميغابكسل لتسجيل الضوء المرئي، ومقياس طيف الأشعة القريبة من تحت الحمراء، ومقياس الضوء، لتحديد انزياح المجرات المكتشفة نحو الأحمر. طَوَّره كل من وكالة الفضاء الأوروبية (ESA) واتحاد إقليدس، وأُطلق يوم 1 يوليو 2023. هدف مهمة إقليدس هو فهم الطاقة المظلمة والمادة المظلمة بشكل أفضل من خلال قياس تسارع توسع الكون بدقة. لتحقيق ذلك، سيقيس هذا المقراب من نوع ثلاثة مرايا تمنع الاعوجاج (كورش) أشكال المجرات الواقعة على مسافات مختلفة من الأرض ليدرس العلاقة بين المسافة وتأثير الانزياح نحو الأحمر. تُقبل الطاقة المظلمة بشكل عام باعتباها سبب زيادة تسارع الكون المتوسع، لذا فإن فهم هذه العلاقة سيساعد الفيزيائيين والفيزيائيين الفلكيين على تحسين فهمهم لها. تدعم مهمة إقليدس وتكمل مهمة مقراب بلانك التابع لوكالة الفضاء الأوروبية. سـٌميت المهمة نسبةً لعالم الرياضيات اليوناني القديم إقليدس الإسكندري.
إقليدس هي مهمة من الفئة المتوسطة (الفئة إم)  وهي جزء من حملة الرؤية الكونية لبرنامج العلوم التابع لوكالة الفضاء الأوروبية. تتمتع هذه الفئة بسقف ميزانية يبلغ نحو 500 مليون يورو. اختُيرت مهمة إقليدس في أكتوبر 2011 مع مهمة مسبار باركر الشمسي ، من بين العديد من المهام المتنافسة. من المقرر أن تُطلق المهمة في منتصف عام 2022.
وصل التلسكوب إلى وجهته بعد شهر تقريبًا، وهو في مدار دائري حول نقطة لاغرانج الثانية L2 بين الشمس والأرض، على مسافة متوسطة تبلغ 1.5 مليون كيلومتر خلف مدار الأرض. ومن المقرر أن يظل التلسكوب قيد التشغيل هناك لمدة 6 سنوات على الأقل.لإنشاء أوسع خريطة ثلاثية الأبعاد للكون.
في 7 نوفمبر 2023، كشفت وكالة الفضاء الأوروبية عن أول صور كاملة الألوان التقطها إقليدس للكون، والتي توضح إمكانات إقليدس
```
في مايو 2024، أصدرت مهمة إقليدس التابعة لوكالة الفضاء الأوروبية صورًا لعناقيد المجرات أبيل 2390 وأبيل 2764، ومنطقة تشكل النجوم 
مسييه 78
 ، والمجرة الحلزونية NGC 6744، و 
مجموعة أبو سيف
 (دورادو) من المجرات.
[
11
]
```

## الأهداف والأساليب العلمية
سيدرس مقراب إقليدس تاريخ توسع الكون وتشكل البنية الكونية عن طريق قياس تأثير الانزياح نحو الأحمر للمجرات حتى قيمة 2، وهو ما يعادل رصد 10 مليارات عام في الماضي. سيساعد الرابط بين الأشكال المجرية وتأثير الانزياح نحو الأحمر الخاص بها في إظهار كيف تساهم الطاقة المظلمة في زيادة تسارع الكون. تستغل الأجهزة المستخدمة ظاهرة عدسة الجاذبية، وقياس التذبذبات الصوتية الباريونية، وقياس المسافات المجرية عن طريق التحليل الطيفي.
تنتج ظاهرة عدسة الجاذبية أو تأثير الجاذبية في انحراف أشعة الضوء بسبب وجود مادة تعدل محليًا انحناء الزمكان، إذ يظهر الضوء المنبعث من المجرات، وبالتالي الصور المرصودة، مُشوهاً نتيجة مروره بالقرب من مواد موجودة على طول خط البصر. تتكون هذه المواد جزئياً من المجرات المرئية ولكنها في الغالب مكونة من مادة مظلمة. من خلال قياس هذا القص، يمكن استنتاج كمية المادة المظلمة الموجودة، ما يعزز فهم طريقة توزيعها في الكون.
ستتيح القياسات الطيفية قياس تأثيرات الانزياح نحو الأحمر للمجرات وتحديد بعدها باستخدام قانون هابل. بهذه الطريقة، يمكن للعلماء بناء توزيع ثلاثي الأبعاد للمجرات في الكون.
باستخدام هذه البيانات، يمكن في الوقت ذاته قياس الخصائص الإحصائية المتعلقة بتوزيع المادة المظلمة والمجرات، وقياس طريقة تغير هذه الخصائص مع استمرار المركبة الفضائية برصد المجرات البعيدة. من المهم التقاط صور عالية الدقة لتوفير قياسات دقيقة بما يكفي. يجب الأخذ بعين الاعتبار ومعايرة أي تشويه متأصل في أجهزة الاستشعار، وإلا فإن البيانات الناتجة ستكون محدودة الاستخدام.
نشر المقراب الفضائي الأوروبي "إقليدس" (Euclid) في يوم الثلاثاء 7 نوفمبر 2023 أول الصور التي التقطها للكون، ويبدو فيها سديم رأس الحصان، ومجرات بعيدة لم يسبق أن شوهدت، وتتضمن "أدلّة غير مباشرة" على وجود المادة المظلمة.

## المركبة الفضائية
إقليدس في غرفة نظيفة
انبثقت مهمة إقليدس من مفهومين لمهمة قُدّما استجابةً لدعوة تقديم مقترحات الرؤية الكونية لوكالة الفضاء الأوروبية 2015-2025، الصادرة في مارس 2007: DUNE، مستكشف الكون المظلم، وSPACE، مستكشف الكون الطيفي الشامل. اقترحت كلتا المهمتين تقنيات متكاملة لقياس هندسة الكون، وبعد مرحلة دراسة تقييمية، نتجت مهمة مشتركة. سُمّيت المهمة الجديدة إقليدس، تكريمًا لعالم الرياضيات اليوناني إقليدس الإسكندري (حوالي 300 قبل الميلاد)، الذي يُعتبر أبو الهندسة. في أكتوبر 2011، اختارت لجنة برنامج العلوم التابعة لوكالة الفضاء الأوروبية مهمة إقليدس للتنفيذ، وفي 25 يونيو 2012، تم اعتمادها رسميًا.
اختارت وكالة الفضاء الأوروبية القسم الإيطالي لشركة تاليس ألينيا سبيس لبناء القمر الصناعي في تورينو. يبلغ طول إقليدس 4.5 أمتار وقطره 3.1 أمتار وكتلته طنان.
في الوقت نفسه، كانت وحدة حمولة إقليدس من مسؤولية القسم الفرنسي التابع لشركة إيرباص للدفاع والفضاء في تولوز. تتكون الوحدة من تلسكوب كورش بمرآة رئيسية قطرها 1.2 متر، وتغطي مساحة 0.91 درجة مربعة.
قام اتحاد دولي من العلماء، وهو اتحاد إقليدس، ويضم علماء من 13 دولة أوروبية والولايات المتحدة، بتوفير كاميرا الضوء المرئي (VIS) ومطياف الأشعة تحت الحمراء القريبة ومقياس الضوء (NISP). وسيقومون معًا برسم خريطة ثلاثية الأبعاد لتوزيع ما يصل إلى ملياري مجرة موزعة على أكثر من ثلث السماء. وستُستخدم هذه الكاميرات كبيرة الحجم لتوصيف الخصائص المورفومترية والضوئية والطيفية للمجرات.

## الأجهزة
كاميرا VIS، وهي كاميرا تعمل عند أطوال موجية مرئية (530-920 نانومتر)، مصنوعة من فسيفساء من 6 × 6 كاشفات اقتراة الشحنة e2v، تحتوي على 600 مليون بكسل، تسمح بقياس تشوه المجرات.
كاميرا NISP، وهي كاميرا مكونة من فسيفساء من 4 × 4 كاشفات Teledyne H2RG حساسة لإشعاع الضوء القريب من الأشعة تحت الحمراء (920-2020 نانومتر) بدقة 65 مليون بكسل، مصممة للأغراض التالية:
توفير قياسات منخفضة الدقة للانزياحات الحمراء، وبالتالي المسافات، لأكثر من مليار مجرة من خلال قياس الضوء متعدد الألوان (ثلاثي المرشحات (Y، J، وH)) (تقنية الانزياح الأحمر الضوئي photomrtry)؛ واستخدام مطياف بلا شقوق لتحليل طيف الضوء للأشعة تحت الحمراء القريبة (920-1850 نانومتر) للحصول على انزياحات حمراء دقيقة ، ومسافات ملايين المجرات بدقة تفوق دقة الانزياحات الحمراء الضوئية بعشر مرات، ولتحديد التذبذبات الصوتية الباريونية.